# Socket AM2
Socket AM2 är en processorsockel från AMD. Den lanserades i mars 2006 som Socket M2 men döptes om till AM2 för att inte förväxlas med Cyrix modell med samma namn. AM2 är för AMD Athlon 64 och AMD Sempron -processorer. AM2 är en ersättare till äldre Sockel 940, Sockel 939 och Sockel 754.

## Tekniska specifikationer
AM2 processorer fungerar inte med Socket 939-moderkort eller tvärtom, och trots att AM2 har 940 pins, är det ej kompartibelt med Socket 940. Socket AM2 stödjer DDR2 SDRAM minne istället för den äldre DDR-minnesstandarden, som den äldre Socket 939 stödde. 
AnandTech rapporterar att systemprestandan med Socket AM2 var upp 7 % snabbare än motsvarande Socket 939, men med de flesta applikationerna ungefär 2 % snabbare, trots att det är över 30 % bättre minnesbandbredd tack vare DDR2 stödet.
De första processorkärnorna att stödja socket AM2 är singelkärnorna Orleans (Athlon 64) och Manila (Sempron), och dubbelkärnan Windsor (Athlon 64 X2 och Athlon 64 FX). De flesta processorerna med Socket AM2 inkluderar SSE3 instruktioner och utvecklades med 90 nanometersteknik. Nyare modeller har 65 nanometer teknik (för att matcha med Intel och deras 65 nm processorer).
Socket AM2 stödjer AMD Phenom processorer men en del moderkortstillverkare erbjöd inte nyare biosfiler, som krävs för att kunna köra en Phenom processor.
Socket AM2 var en del av AMD:s generation av processorsocklar som inkluderade Socket F för servrar och Socket S1 för bärbara datorer.
Det finns också enkelsocket Opteron processorer tillgängliga för AM2.
Teknisk dokumentation fanns tillgänglig att läsa för tidigare generationer av AMD:s processor sockets, men för AM2 (AMD dokumentnummer 31117) har det inte publicerats någon dokumentation öppet.

## Efterföljare
Ett flertal sockets har uppkommit som i teorin är pin-kompartibla med socket AM2, men som skiljer sig i stöd och funktioner.

### Socket AM2+
Socket AM2+ är en direkt efterföljare till socket AM2, som stödjer bland annat delad strömförsörjning och HyperTransport 3.0. Socket AM2+ processorer kan stoppas i ett moderkort med socket AM2 (men vissa tillverkare av moderkort stöder inte detta), men använder då enbart HyperTransport 2.0. AM2 processorer tillverkas inte längre och är endast tillgängliga som begagnade.

### Socket AM3
Socket AM3 processorer kan köra på ett moderkort med Socket AM2 och AM2+ med rätt biosuppdatering, men inte tvärtom. AM3 processorer har en ny minneskontroll som stödjer både DDR2, samt DDR3 SDRAM-minne, vilket möjliggör bakåtkompatibilitet med AM2 och AM2+ moderkort. Eftersom AM2 och AM2+ processorer saknar denna nya minneskontroll så kommer de inte att fungera med AM3 moderkort.